# 曾陳明汝
曾陳明汝（1937年—），台灣法學家，國立台灣大學法律學院名譽教授。
曾陳明汝自北一女中、台大法律系畢業，其後取得法國國立斯特拉斯堡大學法學博士，法國國立斯特拉斯堡大學歐洲高級研究中心畢業，取得高級文憑。現任台大名譽教授，國際婦女法學會中華民國分會創辦人暨第一屆理事長、名譽會長，司法院涉外民事法律適用法修正委員會委員等職。曾陳明汝的夫婿是國立政治大學法律學院榮譽教授曾世雄，他們是台大法律系的同學，女兒曾宛如亦在台大法學院擔任教授。

## 外部連結
- 國立台灣大學法律學院：曾陳明汝名譽教授